# 12月の雨 (ふきのとうの曲)
「12月の雨」（じゅうにがつのあめ）は、ふきのとう21枚目のシングル楽曲。1983年11月21日にCBSソニー / Silverlandよりリリース。

## 解説
同時発売された10枚目のアルバム『011』のシングルカットとしてリリースされた。
レコーディングはふきのとうの地元である札幌の中島公園付近にあった「札幌ヤマハセンター」内の「スタジオジャック」にて行われ、バックコーラスに同じ北海道出身の五十嵐浩晃と佐々木幸男が参加した。

## 収録曲

### Side A
1. 12月の雨（5分52秒）
  - 作詞・作曲:山木康世／編曲:ふきのとう

### Side B
1. 枯葉（3分36秒）
  - 作詞・作曲:細坪基佳／編曲:ふきのとう